# Erhard Bauschke
Erhard Bauschke (* 27. September 1912 in Breslau; † 7. Oktober 1945 in Frankfurt am Main) war ein deutscher Musiker (Klarinette, Altsaxophon) und Leiter eines Tanzorchesters.

## Leben
Sein 1927 in Breslau begonnenes Musikstudium (Violine und Klavier) finanzierte Bauschke durch Tätigkeit in Unterhaltungskapellen, nebenbei nahm er Saxophonstunden. Seit 1930 war er in Breslau Mitglied der Kapelle Hans Kasper, kurz darauf stieß er in Berlin zum Orchester des Josef „José“ Wolff. Mit diesem bereiste er Deutschland und die Schweiz. Von dort wechselte er im Sommer 1934 zum Orchester James Kok. Auf seinen Instrumenten Klarinette und Altsaxophon war Bauschke bereits bei James Kok ein Virtuose, er erregte jedoch außerdem Aufsehen als Bühnen-Showman, Scat-Sänger und Snakehip-Tänzer, was ihm den Beinamen „Funny“ eintrug.
Zum 1. Mai 1935 entzog die Reichsmusikkammer Kok die Arbeitserlaubnis, da dieser wiederholt durch regimekritische Äußerungen, unangepasstes Hotspiel und Unklarheiten bei seinem „Ariernachweis“ aufgefallen war. Das Stammorchester, nun ohne Kok, spielte zunächst in einem Berliner Vorort; die Musiker wählten Bauschke zum neuen Orchesterleiter. Zur Sommersaison 1935 trat das Orchester auf Rügen – nunmehr mit einer „rein arischen Besetzung“ – auf. Zwischen Mai 1936 und November 1941 spielte das Orchester viele Titel für die Deutsche Grammophon ein.
Unmittelbar nach Kriegsausbruch benötigte das Reichspropagandaministerium musikalische Untermalung für antibritische Gesangsschallplatten. Zumindest ein Titel, der British Soldier’s Song, wird (anonym) vom Bauschke-Orchester begleitet; für die späteren Titel wurde das Lutz-Templin-Orchester unter der Bezeichnung Charlie and his Orchestra verpflichtet. Von Januar 1936 an spielte das Orchester im Berliner Tanzpalast Moka Efti.
1940 wurde das Orchester kriegsbedingt aufgelöst; Bauschke nahm aber, bevor er eingezogen wurde, noch Schallplatten mit Studiobands auf. Das Kriegsende erlebte er als amerikanischer Kriegsgefangener. Nach seiner Entlassung spielte er in Clubs der amerikanischen Armee im Raum Frankfurt am Main. Nach einem solchen Auftritt stand er hinter einem mit Instrumenten beladenen Lastwagen und wurde von einem Jeep tödlich erfasst.

## Diskographie
- Horst H. Lange: Die deutsche „78er“ Diskographie der Hot-Dance- und Jazz-Musik 1903-1958 – Berlin: Panther 1992, 3. Aufl. (1061 S.). – ISBN 3-929357-00-3. – (enthält eine Auflistung der Swingtitel mit Besetzungsangaben, S. 115–117)
- Rainer E. Lotz: Diskographie der deutschen Tanzmusik, Band 1. - Bonn: Birgit Lotz Verlag, 1993 (vii, S. 1–278). - ISBN 3-9802656-4-1 / ISBN 978-3-9802656-4-5 (enthält eine Auflistung aller Schallplatten des Erhard Bauschke, S. 1–40)
- Rainer E. Lotz: Deutsche Hot-Discographie. Cake Walk, Ragtime, Hot Dance & Jazz – ein Handbuch. – Bonn: Birgit Lotz Verlag, 2006 (vii, S. 1–468) – mit CD-ROM – ISBN 3-9810248-1-8 – (enthält eine Auflistung aller Swingtitel mit Angabe der Soloabfolge, S. 16–18)

## Ausgewählte Schallplatten
- Blindekuh-F – GR 2339 - Berlin 15. Mai 1936
- Seefischball [At the Codfish Ball]-F – Grammophon 2492 – Berlin 11. Januar 1937
- Nachtexpress nach Warschau-F – Grammophon 10704 – Berlin 8. Dezember 1937
- Caravan-F - GR 10334 - Berlin Juni 1938
- British Soldier’s Song – Lyra I – Berlin 11. Oktober 1939
- Sommer, See und Sonnenschein - Grammophon 1937
- Amazonas-F – Grammophon 11942 – Berlin 21. November 1941